# Lepidium lyratum
Lepidium lyratum — вид квіткових рослин родини капустяних (Brassicaceae).

## Біоморфологічна характеристика
Це багаторічна рослина.

## Поширення
Росте в Криму, Туреччині, Північному Кавказі, Південному Кавказі.